# Lauterbad
Lauterbad ist ein Luftkurort und ein Ortsteil des Stadtteils Dietersweiler von Freudenstadt im Schwarzwald. Er liegt zwei Kilometer südlich von Freudenstadt und hat etwa 150 Einwohner.

## Geschichte

### Namensherkunft
Der Ortsname Lauterbad, der 1721 erstmals bei der Gründung des Gutes Lauterbad auftaucht, setzt sich aus dem Grundwort Bad und aus dem Gewässernamen Lauter zusammen. Die Bezeichnung »Bad« deutet auf das Vorhandensein von Badanlagen hin, also auf ein „Badhäusle“, welches von einem Bademeister betreut wurde, sowie lässt Rückschlüsse auf die Qualität des Wassers zu – reines, klares Wasser, dem sowohl eine Heilwirkung, als auch ein gewisser Gehalt an gelösten Mineralien nachgesagt wird.
»Lauter« – als Bestimmung – ist im Sinne von „rein“ zu verstehen, wobei dies die Wasserqualität ansprechen könnte. Lauter könnte sich auch auf die direkte Umgebung beziehen, etwa im Sinne von freundlich, sonnig und fruchtbar. Als 1721 das Gut Lauterbad gegründet wurde, durften sich dort schon einige Häuser befunden haben. Viele können es allerdings nicht gewesen sein, denn im Jahre 1837 waren insgesamt erst 11 Gebäude vorhanden.

### Gründung des Lauterbads

Wappen

Christoph Wilhelm Dietrich gründete 1721 das Gut Lauterbad.
Christoph Wilhelm war im Jahr 1689 nahe Bayreuth als Sohn des Pfarrers Georg Wilhelm Dietrich (1654–1718) geboren; auch zwei Brüder schlugen diesen Beruf ein, der Jüngere war in der württembergischen Landeskirche, zuletzt in Erkenbrechtsweiler bei Nürtingen tätig.
Der begabte mittlere Sohn durfte Rechtswissenschaften studieren und wurde dann 1712 Land- und Hofgerichtsadvokat in Bayreuth. Nachdem er 1714 sich noch den Titel eines Lizentiaten der Rechtswissenschaft erworben hatte, ließ er sich vom Vater in Emtmannsberg mit Euphrosine Christine Huber (1692–1740) trauen.
1719 wurde er auch Rentkammerprokurator; als solcher hatte er öfter Verhandlungen mit auswärtigen Höfen zu führen. Da ihm ferner die Aufsicht über die staatlichen Werke oblag, hatte er auch in Christophstal zu tun. Dabei lernte er die seit einigen Jahren zum Verkauf ausgeschriebenen Heilquellen samt dem anliegenden, seit einem Waldbrand (1705) großenteils wüstliegenden Schöllkopfwald, auch aus eigener Sicht kennen und erfasste die günstige Gelegenheit, sich hier ein „ritterliches Freigut“ zu schaffen.
Am 22. März 1721 – dem Geburtstag der Siedlung – wurde der Kaufvertrag abgeschlossen über das „sogenannte Lautertal, bestehend aus drei zu Aufbruch und Heilung aller Schäden diensamen Quellen, samt dem Recht, eine Badeanstalt und die zu einem Hof nötigen Gebäude zu errichten. Darin Gäste zu speisen und Getränke zu reichen, zu metzgen und zu backen, alles umgeld- und steuerfrei. Auch die Erlaubnis, da, wo früher nächst dem Badronnen eine ebenfalls abgebrannte herrschaftliche Mühle gewesen war, wieder eine solche zu erbauen.“
Bau- und Brennholz lieferte das Forstamt Freudenstadt. Auch durfte er 12 Stück Vieh zusammen mit der Dietersweiler Herde in den Waldteilen Brand und Münchelen weiden lassen. Ende Juni 1721 erfolgte dann die Vermessung des neuen Guts.
Aber ehe dies noch völlig eingerichtet war, verunglückte der Mann und blieb im fernen Mömpelgard jahrelang „wegen Fälschungen, Untreue im Amt und eigenmächtigen, trotzigen Benehmens“ in Untersuchungshaft. Endlich wieder frei, verlor er unter dem neuen Herzog wichtige Privilegien und hatte um die Erhaltung der restlichen mit Verwaltung und Forstamt bis zu seinem Tod 1741 Auseinandersetzungen zu führen.

### Entstehung
Nach der Rückkehr aus Mömpelgard belehnte Dietrich im Jahre 1733 sieben Untertanen mit Erblehen. Im nächsten Jahr, beim Gesuch an den neuen Herzog um Wiederbelehnung nannte er außer Badshaus samt Scheuer und Kellerhaus noch fünf „Häuslein“ samt Scheuern und eine Sägmühle.
1740 werden fünf Frongütlein erwähnt, dabei in einem Haus drei Haushaltungen. Auch die Namen dieser ersten Kolonisten oder Hintersassen lassen sich noch fast vollständig zusammenbringen: Adam Kohler, Michel Zürn, Philipp Moser, Georg Graf und Jakob Eichhirn.
Längere Zeit wohnten noch einige Beisassen dort – insgesamt eine durchmischte Gesellschaft, die von den Alteingesessenen der Nachbarorte zunächst nicht gern gesehen wurde. Doch der Dornstetter Amtmann verteidigte sie: „Es seien rechtliche Leute, sie nährten sich mit Kohlenbrennen und Holhauen säuerlich. Keiner gehe betteln, obschon ein Beisitzer dort sei, der je zur Zeit des Winters hinaus nach Rodt gehe.“
Während der langjährigen Gefangenschaft des Vaters (1724–1731) hatten seine Kinder, neben meist jung gestorbenen Töchtern, zwei Söhne, eine schwere Jugend gehabt. Seiner Anfrage in Stuttgart, ob jetzt Lauterbad auf sechs oder neun Jahre verpachtet werden solle, hatte der Dornstätter Vogt Bühler 1724 beigefügt: 
„Das Gut ist bedauernswert beschaffen, mehr bei völligem Abgang und verderben. Es fehlt an verständiger Direktion wie auch an Mitteln. Weder die vorhandene Frau noch deren bestellter Verwalter namens Kade weis, ob eines von ihnen oder die Knechte zu befehlen haben; sie beansprucht die Gewalt als Domina, er widerspricht als ein vom Dominus bestellter Verwalter und sagt, dass sie es doch nicht verstehe. Die Erhalten (Dienstboten) wollen sich nicht viel dreinreden lassen, weil sie schlecht bezahlt werden, und überhaupt lebe alles im Unfrieden. Die armen Kinder, deren beste Speis ein mit Schindelhaber vermischter Haberbrei (Hafer) und schwarze Knöpflein seien, müssen Hunger und Mangel leiden, sie haben weder Kirch noch Schulen zu besuchen Gelegenheit.“

### Der Urenkel Georg Friedrich Dieterich, ein Floßherr
Unter diesem Georg Friedrich, wie er unterschrieb, begann auch für Lauterbad eine neue Zeit. Das junge Königreich schaffte die letzten alten Privilegien ab. Der Badebetrieb wurde zwar noch weitergeführt, trat aber schließlich ganz in den Hintergrund, wenn auch lange noch Badegäste die Quellen aufsuchten, obwohl die neuen Quellenuntersuchungen 1831 ein zwar sehr reines, aber keinerlei Mineralien enthaltendes Wasser festgestellt hatten. Dafür wurden jetzt der Wald und der Holzhandel wichtig, nachdem sich der Preis des Floßholzes innerhalb einiger Jahrzehnte vervierfacht hatte.
So holte sich auch 1804 der junge Gutsherr seine Lebensgefährtin Christine (1786–1856) beim wohlhabenden Hofbauern und Flößer Johann Georg Trick in Honweiler bei Peterzell. Bald zeigte sich neuer Wohlstand in Lauterbad. Für die Badegäste entstand noch ein stattliches Gästehaus – heute einzig gebliebener Zeuge einstigen Glanzes. Künstler wurden hergeholt. Sie schufen hübsche Aufnahmen des Hauses und beachtenswerte Steinmetzarbeiten, auch Porträts der Eheleute wurden gemalt. Zunächst die Daten über ihre zahlreiche Kinderschar. Von den insgesamt 15 starben neun schon in den Kinderjahren, die anderen kamen alle zur Heirat.
Bei diesen vielen Kindern ist es verständlich, dass der Gutsherr sich für eine eigene Schule für Lauterbad eingesetzt hat. Von 1813 ab unterrichtete hier der Provisor Joh. Georg Ruoff aus Haiterbach 14 Kinder, bis er 1823 in Tumlingen ständig wurde. Was dann kam, blieb unklar. Erst für 1843 fand sich noch ein Bericht, dass der Schulverband Lauterbad für 18 Kinder einen Privatlehrer halte. Der Unterrichtsraum war im Haus 10. Im Jahre 1828, anlässlich einer Revision der Gemeindebezirkseinteilung, beantragte der Holzhändler Dieterich, Lauterbad von der hohen Freudenstädter Armenumlage freizulassen.

### Die Siedlung im 19. Jahrhundert und weiterhin
Wichtigste Quelle dafür war das 1837 angelegte Primärkataster mit Beschreibung der damals stehenden 11 Gebäude, deren Hausnummern auch in das gleichzeitig erschienene amtliche Kartenwerk eingetragen sind.
Haus 3:
Hier saßen schon Joh. Georg Steiner und seine zweite Frau Eva Walter, deren Tochter Anna Maria 1793 den aus Untermusbach gekommenen Taglöhner Joh. Frei heiratete. Dieses Ehepaar verkaufte 1819 Haus und Gütchen an Jakob Appenzeller. Als der vom Gutsherrn hergeholte Holzhauer und Flößer Michael Heinzelmann (1803–1869) übernahm. Nach dessen Tod wurde das baufällig gewordene Haus abgebrochen. Vom alten Hausrat kamen in die städtischen Sammlungen nach Freudenstadt: Holzhauergeschirr, zwei Kleiderschränke und ein gusseiserner Kastenofen. Im Jahr 1959 hat dann Rudolf Grözinger hier einen Neubau erstellt.
Haus 4:
Auch der Jakob Heinzelmann (1804–1889) war aus Reinerzau im Jahr 1829 heraufgekommen und wurde Ahnherr: des Sohnes Andreas (1830–1890), auch noch Waldhauer und Flößer, dann des Enkels Johannes (1869–1913), nun Fuhrmann, und schließlich des Urenkels Andreas (1901–1876), Landwirt und Gärtner. Dessen Witwe Frida, aus Ilsfeld stammend, betreut nun das Haus.
Haus 5:
Hier saß wohl schon der aus der nahen Mahlmühle stammende Flößer Georg Müller (1767–1848), verheiratet 1799, (Wörner aus Rodt). Später gehörte es dem „Mühle-Andres“. Von ihm erwarb es der aus Mittelsteinwald hergezogene Holzhauer Andreas Heinzelmann und verkaufte es 1907 bei seinem Wegzug nach Freudenstadt an den Schäfer Christian Morlok in Haus 9, dessen Witwe es dann 1936 dem Sohn, Lokführer Friedrich Morlok, weitergab.
Haus 6:
1837 wird hier der Zimmermann Christian Weigold genannt. Vermutlich saß schon dessen Großvater, Waldhauer Christian Weigold, verheiratet Haberer aus Loburg, auf dem Anwesen, sicher aber dann dessen Vater, Hintersaß und Waldhauer Johann Georg (1755–1827), verheiratet mit Barbara Haas, Waldhauerstochter aus Dietersweiler, mit vielen Kindern.
Haus 7:
Hierher hatte sich 1825 der Waldhauer Johannes Fuchs (1798–1866) verheiratet mit Barbara Armbruster aus Reinerzau (1802–1868). Von ihren vielen Kindern verehelichte sich die 1826 geborene Christine 1858 mit einem Abberger aus Dettlingen, die Barbara 1869 mit Johannes Heinzelmann.
Haus 8 (Die alte Mühle):
Am 29. Juli 1823 verehelichte sich hier der Müller Friedrich Seeger (geb. 1797 in Aach, als Sohn eines Bauern Peter) mit Anna Schaber aus Rodt. Dieser neue Mitbürger machte sich bald zum Sprecher der Hintersassen bei der Ablösung der Waldgedingsrechte. Er glaubte mit seiner Mühle ebenfalls Anrecht an den früheren Privilegien des Gutsherrn zu haben und führte langwierige Prozesse – vom Staatsarchiv erbat und erhielt er dazu Aktenabschriften – die erst 1863, wenige Jahre vor seinem Tod beigelegt wurden. Auch sein 1802 geborener Bruder Jakob hatte sich nach Lauterbad ins Haus 10 verheiratet.
Haus 9:
Hier wohnte wohl schon der 1747 mit Anna Maria Appenzeller verheiratet – davon der Beiname „Appenzeller“. Der älteste, 1858 geborene und 1885 verheiratete Johannes übernahm das Haus, musste aber 1899 verkaufen und zog nach Freudenstadt. Sein Anwesen hier kam an Kaufmann Julius Beck, Freudenstadt, dann an den „Mühle-Andres“, der sich 1902 mit Maria Beck, auch aus Rodt, verband. Stall und Scheurer sind seit längerem abgebrochen, die dafür erstellte Pension „Haus am Walde“ betraut nun die Tochter, Frau Eisenkohl.
Haus 10:
In diesem, von alten Leuten noch als „Badmeistehraus“ benannten und fast unverändert gebliebenen Gebäude saß wahrscheinlich schon der Verwalter des Gutsgründers Forstrenovator Johann Heinrich Kade. Hier wurde auch Anfang letzten Jahrhunderts Schule gehalten. Wie dann der Badebetrieb eingeteilt wurde, zog hier Jakob Seeger ein, jüngerer Bruder des neuen Mahlmüllers und seit 1834 verheiratet mit der Nachbarstochter Barbara Müller (Haus 5).
Das letzte, bereits 1837 stehende Gebäude II, war die obere Sägmühle. Es ist erstaunlich, dass dann ein halbes Jahrhundert lang, abgesehen von den kurzlebigen Baracken bei Straßen- und dann Bahnbau, kein Haus mehr gebaut worden ist. Das nächste Gebäude 12 war das in neuere Zeit wieder abgebrochenen Bahnwärterhaus an der Straße nach Loßburg und 13 war die Bahnabfertigungsbaracke. Die nächsten Gebäude 14–16 erstanden dann als Anfänge von Oberlauterbad an der Hardsteige.

### Der letzte Dieterich, 1818–1894

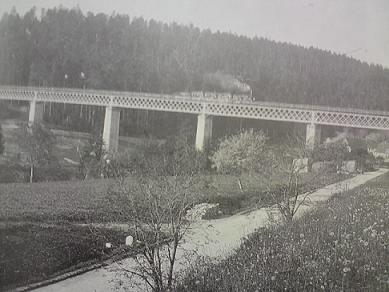
Zug auf dem Lauterbad-Viadukt, 1886.

Der letzte Gutsherr dieses Namens, Gustav Gottlob Dieterich, hatte 1843 wieder eine Wirtstochter ins Haus geholt, Wilhelmine Barbara Adrion (1820–1906) aus der alten Linde in Freudenstadt (die dann 1857 Mittelpunkt der Gustav-Werner-Anstalten wurde, bis sie 1870 an Kaufmann Stock gekommen ist). Der Gastwirtsbetrieb in den gepflegten Räumen in Lauterbad, der noch in den fünfziger Jahren so gerühmt wurde, ist dann wohl bald eingestellt worden. Dafür gab es später beim „Sägefrieder“ (Haus 5) wohl eine kleine Schenke, denn dort saßen am 27. Dezember 1882 die Männer Lauterbads beisammen, als der schlimme Bergrutsch erfolgte, der nach starker Schneeschmelze den Berghang unterhalb des langgestreckten Steinbruchs am Schöllköpfle ins Tal herabriss. Diese „Rutsche“ hatte dann eine gewaltige Überschwemmung durch die gestaute Lauter zur Folge.
Das wichtigste Ereignis war damals der Straßenbau 1859–1861. Um von Freudenstadt nach seinem ältesten Amtsort Rodt zu kommen, gab es bisher nur den „Rodter Weg“, der im Wald (jetzt Unterer Almenwaldweg) vorbei am 1901 gegründeten Hotel Stokinger und um das Schöllköpfele herumführte und dann wohl noch im Wald die Lauter überquerte. Für schwere Lasten konnte man auch die Kienberg und Schömberger Weg (jetzt Steinkopfweg) Anschluss an die seit etwa 1670 bestehende gut unterhaltene „Masselstraße“ finden. Nachdem nun eine neue Staatsstraße ab Alpirsbach durchs Ehlenboger Tal im Jahr 1859 bis vor Loßburg fertiggestellt war, dann aber über Sterneck–Leinstetten nach Sulz weitergeführt werden sollte, erreichte Freudenstadt deren Fortsetzung hierher dadurch, dass es die für Loßburg entstehenden Mehrkosten in Höhe von 2000 Gulden übernahm. Als aber der Staat von Rodt an die Straße im Wald oberhalb von Lauterbad, also über Sauteich und Burgkopf weiterbauen wollte, stellte Gottlob Dieterich das Gelände für die Fortführung unterhalb von Lauterbad kostenlos zur Verfügung und verhindert dadurch die Zerschneidung des Waldes. Am 1. November 1861 wurde das letzte Straßenstück in Betrieb genommen, und gleichzeitig kündigte A. Höhn die Schließung seiner bisherigen Pachtwirtschaft an der Straße an. 1843 betrug die Anzahl der ortsansässigen 79 Personen. In den folgenden Notzeiten und während der Auswanderungsjahre bis 1858 war die Zahl auf 49 Personen zurückgegangen, während sie im Zeitraum des Straßenbaus dann bis 1862 wieder auf 79 Personen angewachsen war. Noch größere Bedeutung für das Wachsen der Siedlung hatte dann der Eisenbahn- und Brückenbau der Jahre 1884–1886. Die Kantine, welche der „Eisenbahnwirt“ Luik auf dem „Kohlacker“ nördlich der Brücke bewirtschaftet hatte, erwarb Andreas Heinzelmann, aus Haus 9 stammend, baute sie neben der Straßenkreuzung neu auf und eröffnete hier 1887 den Gasthof zum „Grünen Wald“; unter dem Sohn und den Enkeln ist dann das Haus vorbildlich erweitert worden. Auch auf der anderen Seite der Straße hatte gleichzeitig ein Akkordant Möhring ein Wohnhaus mit Pferdeställen gebaut. Mit diesen zwei Gebäuden war der Grund zum jetzigen oberen Lauterbad Hadtweg gelegt.
Das Interesse des Gutsherrn galt dem Wald und dem Holz, er selbst bezeichnete sich als Holzhändler und Schiffer (=Floßherr) und hatte auch öfter sein Floß bis nach Mannheim geführt.

### Der Brand des Gutshauses 1894

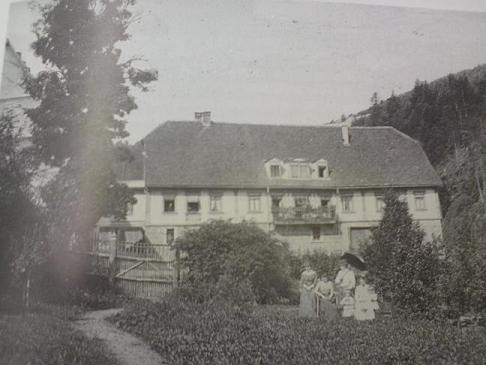
Das 1721 erbaute und 1894 abgebrannte Gutshaus

Nicht mehr erlebte Vater Gottlieb Dieterich den Brand seines Hauses samt Ökonomiegebäude am Abend des 5. Dezember 1894. Der „Grenzer“ brachte darüber folgenden Bericht: Nachdem man in Freudenstadt am nächtlichen Himmel in Richtung Lauterbad schon einige Zeit verdächtige Röte bemerkt hatte, erschien kurz nach sieben Uhr ein Feuerreiter – erst im folgenden Sommer, als das Postamt ins neue Marktplatzgebäude einzog, gab es einen Fernsprechdienst – und meldete, im Wohnhaus Dieterich sei ein starker Brand ausgebrochen. Trotz angestrengter Tätigkeit der vier Feuerwehren von Dietersweiler, Freudenstadt, Rodt und Loßburg sei am Gebäude nichts zu retten gewesen, da das Feuer unten im Holzraum ausgebrochen sei (ein entlassener Knecht hatte aus Rache das Feuer dort gelegt). Die alte Frau Wilhelmine Dieterich fand, begleitet von Sohn Fritz, für einige Jahre Unterkunft nahe ihrem Geburtshaus in Freudenstadt, in der „Blaicherei“, wo Seifensieder Blaicher, Vater des späteren Stadtschultheißen, neben seinem Geschäft eine kleine Wirtschaft betrieb (später Weinhandlung Ziegler), bis sie in das von ihrer Tochter Pauline Werther erbaute Landhaus nach Lauterbad zurückkehren konnte.

### Unter Familie Werther
Der Verlagsbuchhändler Alfred Werther, geb. 1842 in Roßlar bei Merseburg, hatte 1880 Pauline Dieterich aus Lauterbad geheiratet. Er war in Essen Mitinhaber des dortigen „Nationalanzeigers“ und an einer Illustrierten beteiligt. Wegen Krankheit dort vorzeitig ausgeschieden, starb er in Charlottenburg im Januar 1895. So konnte seine Witwe – ihre zwei Jungen waren während der Schulzeit wohl einem Internat anvertraut – öfter nach Lauterbad kommen und dort ihrer Mutter wieder zu einer Heimat verhelfen. Im Jahr 1896 ließ sie oberhalb der Straße ein schönes Landhaus erstellen. Hier lebte Wilhelmine Werther, häufig besucht von der Tochter Pauline und den Enkeln noch fast ein Jahrzehnt, bis sie am 1. Januar 1906 im 84. Lebensjahr starb. 1908 ließ die Tochter die Obere Säge zu einem Elektrizitätswerk umbauen, das ihr Landhaus mit Strom versorgte. Im gleichen Jahr erschien, wohl auch von Familie Werther veranlasst, im „Grenzer“ erstmals eine längere geschichtliche Aufsatzfolge über „Lauterbad im 18. Jahrhundert“ von einem P. K. (Mömpelgard wird darin nicht genannt.)
Doch die späteren Notzeiten verhinderten lange noch weiteres Wachstum. Erst der wirtschaftliche Aufschwung der achtziger Jahre – im unteren Lauterbad gekennzeichnet durch den Eisenbahnbau – brachte neuen Zuzug und bald auch die Anfänge des Fremdenverkehrs. Von dem idyllischen Reiz des Örtchens hat zwar der neuzeitliche Straßenverkehr manches genommen, aber durch die Umlegung der Bundesstraße 294 kehrte in Lauterbad wieder Ruhe ein.